# Michael E. Brown
Michael E. Brown (sinh 5 tháng 6 năm 1965) là một nhà thiên văn học người Mỹ, từng là giáo sư ngành khoa học hành tinh tại Học viện Công nghệ California (Caltech) từ năm 2003. Đội của ông đã khám phá ra nhiều thiên thể bên ngoài Sao Hải Vương (TNOs), nổi bật là hành tinh lùn Eris, vật thể TNO duy nhất được biết cho tới nay có khối lượng lớn hơn Sao Diêm Vương, gây ra một cuộc tranh luận về định nghĩa của một hành tinh.
Ông coi mình là người đã "hạ cấp Pluto", bởi vì nó đã bị xếp loại lại thành hành tinh lùn sau khi ông khám phá ra Eris và một số hành tinh lùn khác ngoài Sao Hải Vương. Ông là tác giả của cuốn sách How I Killed Pluto and Why It Had It Coming, xuất bản năm 2010. Ông ấy đã được trao Giải Kavli (cùng với Jane X. Luu và David C. Jewitt) vào năm 2012 "vì đã khám phá và mô tả đặc điểm của Vành đai Kuiper và các thành viên lớn nhất của nó, công việc đã dẫn đến một bước tiến lớn trong sự hiểu biết về lịch sử của hệ hành tinh của chúng ta."

## Công Việc

### Danh sách phát hiện tiểu hành tinh
| Số và tên | Ngày phát hiện       |           | Đội phát hiện |
| --- | -------------------- | --------- | ------------- |
| 50000 Quaoar | 04 tháng 06 năm 2002 | danh sách | [A]           |
| 65489 Ceto | 22 tháng 03 năm 2003 | danh sách | [A]           |
| (84719) 2002 VR128                                                                                                  | 03 tháng 11 năm 2002 | danh sách | [A]           |
| 90377 Sedna | 14 tháng 11 năm 2003 | danh sách | [A][B]        |
| 90482 Orcus | 17 tháng 02 năm 2004 | danh sách | [A][B]        |
| (119951) 2002 KX14                                                                                                  | 17 tháng 05 năm 2002 | danh sách | [A]           |
| (120178) 2003 OP32                                                                                                  | 26 tháng 07 năm 2003 | danh sách | [A][B]        |
| 120347 Salacia | 22 tháng 09 năm 2004 | danh sách | [C][F]        |
| (120348) 2004 TY364                                                                                                 | 03 tháng 10 năm 2004 | danh sách | [A][B]        |
| (126154) 2001 YH140                                                                                                 | 18 tháng 12 năm 2001 | danh sách | [A]           |
| (126155) 2001 YJ140                                                                                                 | 20 tháng 12 năm 2001 | danh sách | [A][D]        |
| 136108 Haumea | 28 tháng 12 năm 2004 | danh sách | [A][B]        |
| 136199 Eris | 21 tháng 10 năm 2003 | danh sách | [A][B]        |
| 136472 Makemake | 31 tháng 03 năm 2005 | danh sách | [A][B]        |
| (175113) 2004 PF115                                                                                                 | 07 tháng 08 năm 2004 | danh sách | [A][B]        |
| (187661) 2007 JG43                                                                                                  | 10 tháng 05 năm 2007 | danh sách | [E][B]        |
| 208996 Achlys | 13 tháng 01 năm 2003 | danh sách | [A]           |
| 225088 Gonggong | 17 tháng 07 năm 2007 | danh sách | [E][B]        |
| 229762 Gǃkúnǁʼhòmdímà                                                                                               | 17 tháng 07 năm 2007 | danh sách | [E][B]        |
| (250112) 2002 KY14                                                                                                  | 19 tháng 05 năm 2002 | danh sách | [A]           |
| (305543) 2008 QY40                                                                                                  | 25 tháng 08 năm 2008 | danh sách | [E][B]        |
| (307251) 2002 KW14                                                                                                  | 17 tháng 05 năm 2002 | danh sách | [A]           |
| 307261 Máni | 18 tháng 06 năm 2002 | danh sách | [A]           |
| (315530) 2008 AP129                                                                                                 | 11 tháng 01 năm 2008 | danh sách | [E]           |
| (386096) 2007 PR44                                                                                                  | 07 tháng 08 năm 2007 | danh sách | [E]           |
| (504555) 2008 SO266                                                                                                 | 24 tháng 09 năm 2008 | danh sách | [E][B]        |
| (523597) 2002 QX47                                                                                                  | 26 tháng 08 năm 2002 | danh sách | [A]           |
| (523618) 2007 RT15                                                                                                  | 11 tháng 09 năm 2007 | danh sách | [E][B]        |
| (523629) 2008 SP266                                                                                                 | 26 tháng 09 năm 2008 | danh sách | [E][B]        |
| (528381) 2008 ST291                                                                                                 | 24 tháng 09 năm 2008 | danh sách | [E][B]        |
| Đồng phát hiện với: A C. Trujillo · B D. L. Rabinowitz · C H. G. Roe D Glenn Smith · E M. E. SchwambF K. M. Barkume |                      |           |               |

### Đề xuất Hành tinh thứ chín
Vào tháng 1 năm 2016, Brown và nhà thiên văn học Konstantin Batygin ở Caltech, đã đề xuất sự tồn tại của Hành tinh thứ chín, một hành tinh chính giữa kích thước của Trái đất và Sao Hải Vương. Hai nhà thiên văn học đã thực hiện một cuộc phỏng vấn được ghi lại, trong đó họ mô tả phương pháp và lý do của họ để đề xuất Hành tinh thứ chín vào ngày 20 tháng 1 năm 2016.

### Công việc khác
Năm 2010, Brown xuất bản How I Killed Pluto and Why It Had It Coming một cuốn hồi ký về những khám phá của ông và cuộc sống gia đình xung quanh.

## Vinh danh, giải thưởng và tuyên dương
Brown đã có tên trong Danh sách nhân vật ảnh hưởng nhất trên thế giới năm 2006 do tạp chí Time bầu chọn. Năm 2007, ông nhận được Giải thưởng Feynman hàng năm của Caltech, giải thưởng danh giá nhất về giảng dạy của Caltech. Tiểu hành tinh 11714 Mikebrown, được phát hiện vào ngày 28 tháng 4 năm 1998, được đặt theo tên ông nhằm vinh danh ông. Năm 2012, Brown được trao Giải thưởng Kavli về Vật lý thiên văn.

## Đời sống cá nhân
Brown kết hôn với Diane Binney vào ngày 1 tháng 3 năm 2003. Họ có với nhau một con gái.